# Saarijärvi (sjö i Finland, Lappland, lat 66,05, long 27,95)
Saarijärvi är en sjö i Finland. Den ligger i kommunen Posio i landskapet Lappland, i den norra delen av landet, 700 km norr om huvudstaden Helsingfors. Saarijärvi ligger 247,7 meter över havet. Den är 16 meter djup. Arean är 11,3 hektar och strandlinjen är 2,88 kilometer lång. Sjön  ingår i Koundaälvens huvudavrinningsområde. 